# Saison 2 de RuPaul's Drag Race: UK vs The World
La deuxième saison de RuPaul's Drag Race: UK vs The World est diffusée pour la première fois du 9 février 2024 au 29 mars 2024 sur BBC Three et BBC iPlayer au Royaume-Uni et sur WOW Presents Plus à l'international.
Le 28 décembre 2023, l'émission est renouvelée pour sa deuxième saison. Le casting est composé de onze candidates et est dévoilé le 13 janvier 2024 lors de la RuPaul's DragCon UK et sur les réseaux sociaux.
La gagnante de la saison reçoit 50 000 livres sterling.
La gagnante de la saison est Tia Kofi, avec Hannah Conda comme seconde.

## Candidates
(Les noms et âges donnés sont ceux annoncés au moment de la compétition.)
| Candidate                  | Âge | Saison originale        | Saison originale | Classement original | Classement final  |
| -------------------------- | --- | ----------------------- | ---------------- | ------------------- | ----------------- |
| Tia Kofi                   | 32  | Drapeau du Royaume-Uni  | Saison 2         | 7e place            | Gagnante          |
| Hannah Conda               | 31  | Drapeau de l'Australie  | Saison 2         | Seconde             | Seconde           |
| La Grande Dame             | 23  | Drapeau de la France    | Saison 1         | Seconde             | 3e place 4e place |
| Marina Summers             | 26  | Drapeau des Philippines | Saison 1         | Seconde             | 3e place 4e place |
| Scarlet Envy               | 31  | Drapeau des États-Unis  | Saison 11        | 10e place           | 5e place          |
| Choriza May                | 31  | Drapeau du Royaume-Uni  | Saison 3         | 6e place            | 6e place          |
| Gothy Kendoll              | 25  | Drapeau du Royaume-Uni  | Saison 1         | 10e place           | 7e place          |
| Keta Minaj                 | 42  | Drapeau des Pays-Bas    | Saison 2         | 4e place            | 8e place          |
| Jonbers Blonde             | 33  | Drapeau du Royaume-Uni  | Saison 4         | 3e place            | 9e place          |
| Arantxa Castilla-La Mancha | 25  | Drapeau de l'Espagne    | Saison 1         | 7e place            | 10e place         |
| Mayhem Miller              | 41  | Drapeau des États-Unis  | Saison 10        | 10e place           | 11e place         |

## Progression des candidates
|                            | Épisode | Épisode | Épisode | Épisode | Épisode | Épisode | Épisode | Épisode        |
| 1                          | 2       | 3       | 4       | 5       | 6       | 7       | 8       |                |
| -------------------------- | ------- | ------- | ------- | ------- | ------- | ------- | ------- | -------------- |
| Tia Kofi                   | SAFE    | SAFE    | WIN     | WIN     | WIN     | SAFE    | WIN     | GAGNANTE       |
| Hannah Conda               | SAFE    | LOW     | SAFE    | WIN     | HIGH    | WIN     | WIN     | SECONDE        |
| La Grande Dame             | WIN     | WIN     | LOW     | LOW     | HIGH    | SAFE    | BTM3    | ÉLIMINÉE       |
| Marina Summers             | WIN     | HIGH    | SAFE    | SAFE    | WIN     | WIN     | BTM3    | ÉLIMINÉE       |
| Scarlet Envy               | LOW     | SAFE    | WIN     | HIGH    | HIGH    | BTM2    | ELIM    | INVITÉE        |
| Choriza May                | HIGH    | BTM2    | SAFE    | SAFE    | BTM2    | ELIM    |         | INVITÉE        |
| Gothy Kendoll              | BTM2    | SAFE    | HIGH    | BTM2    | ELIM    |         |         | INVITÉE        |
| Keta Minaj                 | SAFE    | WIN     | BTM2    | ELIM    |         |         |         | INVITÉE        |
| Jonbers Blonde             | SAFE    | SAFE    | ELIM    |         |         |         |         | INVITÉE        |
| Arantxa Castilla-La Mancha | SAFE    | ELIM    |         |         |         |         |         | MISS SYMPATHIE |
| Mayhem Miller              | ELIM    |         |         |         |         |         |         | INVITÉE        |

 La candidate a gagné RuPaul's Drag Race: UK Versus the World.
 La candidate est arrivée seconde.
 La candidate a été éliminée lors de la finale.
 La candidate a été élue Miss Sympathie.
 La candidate a gagné le défi et le lip-sync.
 La candidate a gagné le défi mais a perdu le lip-sync.
 La candidate a reçu des critiques positives des juges et a été déclarée sauve.
 La candidate a été déclarée sauve.
 La candidate a reçu des critiques négatives des juges mais a été déclarée sauve.
 La candidate a été en danger d'élimination.
 La candidate a été éliminée.

## Lip-syncs
| Épisode | Candidate (Choix d'élimination) | vs. | Candidate (Choix d'élimination)             | Chanson                   | Artiste       | Gagnante       | Candidates en danger d'élimination         | Candidate éliminée         |
| ------- | ------------------------------- | --- | ------------------------------------------- | ------------------------- | ------------- | -------------- | ------------------------------------------ | -------------------------- |
| 1       | La Grande Dame (Mayhem Miller)  | vs. | Marina Summers (Mayhem Miller)              | Dreamer                   | Livin' Joy    | Marina Summers | Gothy Kendoll Mayhem Miller                | Mayhem Miller              |
| 2       | Keta Minaj (Choriza May)        | vs. | La Grande Dame (Arantxa Castilla-La Mancha) | Everytime We Touch        | Cascada       | La Grande Dame | Arantxa Castilla-La Mancha Choriza May     | Arantxa Castilla-La Mancha |
| 3       | Scarlet Envy (Jonbers Blonde)   | vs. | Tia Kofi (Jonbers Blonde)                   | Future Starts Now         | Kim Petras    | Scarlet Envy   | Jonbers Blonde Keta Minaj                  | Jonbers Blonde             |
| 4       | Hannah Conda (Gothy Kendoll)    | vs. | Tia Kofi (Keta Minaj)                       | Crying at the Discotheque | Alcazar       | Tia Kofi       | Gothy Kendoll Keta Minaj                   | Keta Minaj                 |
| 5       | Marina Summers (Gothy Kendoll)  | vs. | Tia Kofi (Gothy Kendoll)                    | Fucking Wizardry          | Self Esteem   | Marina Summers | Gothy Kendoll Choriza May                  | Gothy Kendoll              |
| 6       | Hannah Conda (Scarlet Envy)     | vs. | Marina Summers (Choriza May)                | Release Me                | Agnes         | Marina Summers | Choriza May Scarlet Envy                   | Choriza May                |
| 7       | Hannah Conda (Scarlet Envy)     | vs. | Tia Kofi (Scarlet Envy)                     | Euphoria                  | Loreen        | Hannah Conda   | La Grande Dame Marina Summers Scarlet Envy | Scarlet Envy               |
| Épisode | Candidate                       |     | Candidate                                   | Chanson                   | Artiste       | Gagnante       |                                            |                            |
| 8       | Hannah Conda                    | vs. | Marina Summers                              | I'm Outta Love            | Anastacia     | Hannah Conda   |                                            |                            |
| 8       | La Grande Dame                  | vs. | Tia Kofi                                    | Boogie 2nite              | Booty Luv     | Tia Kofi       |                                            |                            |
| 8       | Hannah Conda                    | vs. | Tia Kofi                                    | Your Disco Needs You      | Kylie Minogue | Tia Kofi       |                                            |                            |

 La candidate a été éliminée après sa première fois en danger d'élimination.
 La candidate a été éliminée après sa deuxième fois en danger d'élimination.
 La candidate a été éliminée après sa troisième fois en danger d'élimination.
 La candidate a gagné le lip-sync.
 La candidate a remporté le lip-sync et la saison.

## Juges invités
Cités par ordre d'apparition :
- Richard E. Grant, acteur britannique-swazi ;
- Adwoa Aboah, mannequin britannique ;
- Kim Petras, chanteuse allemande ;
- Tom Daley, plongeur britannique ;
- Self Esteem, chanteuse britannique ;
- Motsi Mabuse, danseuse sud-africaine ;
- Katherine Ryan, humoriste et actrice canadienne.

### Invités spéciaux
Certains invités apparaissent dans les épisodes, mais ne font pas partie du panel de jurés.
Épisode 1
- Raven, drag queen américaine.

Épisode 4
- Jane McDonald, présentatrice télévisée britannique ;
- Sinitta, chanteuse américaine.

Épisode 6
- Aljaž Škorjanec, danseur slovène ;
- Janette Manrara, danseuse cubano-américaine.

## Épisodes
| CANDIDATE | Arantxa Castilla-La Mancha | Choriza May | Gothy Kendoll        | Hannah Conda | Jonbers Blonde | Keta Minaj | La Grande Dame | Marina Summers | Mayhem Miller | Tia Kofi | Scarlet Envy |
| TALENT    | Lip-sync                   | Lip-sync    | Lip-sync Pyrotechnie | Chant Piano  | Lip-sync       | Lip-sync   | Comédie        | Lip-sync       | Comédie       | Chant    | Chant        |

| CANDIDATE  | Choriza May        | Gothy Kendoll | Hannah Conda   | La Grande Dame | Keta Minaj    | Marina Summers | Scarlet Envy         | Tia Kofi    |
| PERSONNAGE | Catherine d'Aragon | Kim Woodburn  | Shirley Temple | Carla Bruni    | Fran Drescher | Manny Pacquiao | Statue de la Liberté | Anne Boleyn |

| CANDIDATE | Hannah Conda | Marina Summers | La Grande Dame | Tia Kofi  | Choriza May | Scarlet Envy |
| DANSE     | Samba        | Samba          | Quickstep      | Quickstep | Tango       | Tango        |

| CANDIDATE                              | HANNAH CONDA     | LA GRANDE DAME | MARINA SUMMERS  | TIA KOFI            |
| -------------------------------------- | ---------------- | -------------- | --------------- | ------------------- |
| NOMBRE DE VICTOIRES                    | 3                | 2              | 3               | 4                   |
| ÉPISODE(S)                             | Épisodes 4, 6, 7 | Épisodes 1, 2  | Épisode 1, 5, 6 | Épisodes 3, 4, 5, 7 |
| NOMBRE DE FOIS EN DANGER D'ÉLIMINATION | 0                | 1              | 1               | 0                   |
| ÉPISODE(S)                             | —                | Épisode 7      | Épisode 7       | —                   |